# José Vieira Fazenda
José Vieira Fazenda (Rio de Janeiro, 28 de abril de 1847 — 19 de fevereiro de 1917) foi um historiador, bibliotecário, político e médico brasileiro. 

## Biografia
Ingressou na política durante o Império, sendo partícipe do antigo Partido Liberal. 
A partir de 1896, publicou, em sua maioria no jornal A Notícia, uma série de artigos, baseados "na consulta meticulosa de arquivos e de velhos documentos mal conhecidos", sobre "assuntos históricos, usos e costumes, monumentos e tradições do Rio de Janeiro", reunidos a partir de 1919, sob o título Antiqualhas e Memórias do Rio de Janeiro, nos números 140 (1919), 142 (1920), 143 (1921), 147 (1923) e 149 (1924), correspondentes aos tomos 86, 88, 89, 93 e 95, da Revista do Instituto Histórico e Geográfico Brasileiro, instituição da qual foi bibliotecário. Em 2011, as Antiqualhas foram relançadas em cinco volumes, na ortografia atual, pela editora Documenta Histórica, em edição organizada por Ferdinando Bastos de Souza e Daniel Telles S. Bambardelli de Souza, patrocinada pela Light.
Os artigos estão plenos de lendas e episódios pitorescos, como na série Coisas de outro tempo, quando Vieira Fazenda descreve a história do boi Patrício. Segundo o historiador, o boizinho que cedo ficou conhecido como "Patrício" chegou à proa de um dos navios que trouxeram a Família Real Portuguesa e membros da Corte para o Brasil em 1808, gozando de uma vida bastante fidalga em terras brasileiras.
A atual estação férrea do Jacarezinho, inaugurada em 1908, chamava-se originalmente Vieira Fazenda, em homenagem ao "maior conhecedor da história da cidade [...] em seu tempo". Uma rua no bairro do Jacaré tem seu nome, bem como uma ruela no Centro carioca, ao lado do Clube Naval.

## Obras
- 1904 Antiqualhas e Memórias do Rio de Janeiro. Rio de Janeiro: Revista do Instituto Histórico e Geográfico Brasileiro, tomos 86, 88, 89, 93 e 95.
- 1912 Os provedores da Santa Casa da Misericórdia da cidade de S. Sebastião do Rio de Janeiro. Rio de Janeiro: Typ. do Jornal do Commercio de Rodrigues & C.
- 1915 Notas históricas sobre a Praça do Commércio. Rio de Janeiro: Typ. do Jornal do Commercio, de Rodrigues & C.